# 440
440 је била преступна година.

## Догађаји
- Флавије Аеције, римски генерал (магистер милитум), враћа се као тријумфатор назад у Рим, након неколико година борби против Бургунда и Визигота у Галији. Одликован је статуом коју је подигао Сенат, а по наредби цара Валентинијана III.
- Хуни под Атилом се поново појављују на граници Западног римског царства. Они нападају трговце на северној обали Дунава и градове у Илирику, укључујући (према Приску) Виминацијум, главни град Мезије.
- Вандалска флота и њихови савезници (Алани, Готи и Маури) кренули су из Картагине на Сицилију, главног снабдевача нафтом и житом за Италију након губитка Северне Африке. Они пљачкају све приморске градове и опседају Палермо. Тешко натоварени бродови враћају се на двор краља Генсерика.
- Северна и јужна династија: Северну Кину уједињује династија Северни Веј. Југ је и даље под контролом династије Сонг (или Лиу Сонг).
- Центар за будистичке студије основан је у Наланди у Бихару на равницама реке Ганг (Индија).
- Хефталити (Бели Хуни) се крећу јужно из региона Алтајских планина у Трансоксијану, Бактрију, Хорасан и источну Персију.
- Чатуранга, индијска ратна игра и предак шаха кроз персијску игру Шатрањ (или Чатранг), еволуира у долини Инда на индијском потконтиненту
- 18. август – Папа Сикст III умире након 8-годишње владавине у којој се одупирао јереси и спонзорисао велике грађевинске програме у Риму. Наследио га је папа Лав I као 45. римски епископ.
- Зима – Лав I  шаље писмо Валентинијану III у којем каже, „надахнућем Светог Духа, цару нису потребна људска упутства и није способан за грешку у доктрини“.

- Википедија:Непознат датум — Краљ Вандала, Гејсерих, осваја Сицилију.
- Лав I наслеђује папу Сикста III као 45. папа. Лав I почиње да формулише православље и осуђује евтихијанство, екстремни облик монофизитизма који сматра да је људска природа Христа апсорбована од стране Његове божанске природе.

## Смрти
- 17. фебруар - Месроп Маштоц
- 19. август — Папа Сикст III